# Tomáš Galásek
Tomáš Galásek (født 15. januar 1973) er en tjekkisk tidligere fodboldspiller. 
Efter at have skabt opmærksomhed om sig i sin tjekkiske klub Banik Ostrava kom han i 1996 til hollandsk fodbold, hvor han først spillede for Willem II og senere for Ajax Amsterdam. I 2006 skiftede han til 1. FC Nürnberg, og den seneste store klub blev Borussia Mönchengladbach.
Galásek har desuden haft en stor karriere for Tjekkiets fodboldlandshold med 69 kampe og var i slutningen af landsholdskarrieren anfører. Hans foretrukne spilleposition er på den defensive midtbane.